# Cécile Cinélu
Cécile Cinélu (née le 4 juin 1970 à L'Hay-les-Roses) est une athlète française, spécialiste du 100 m haies. 

## Biographie
Elle atteint les demi-finales des Jeux olympiques de 1992 et les quarts de finale de ceux de 1996. Elle se classe huitième des Championnats du monde de 1993, à Stuttgart. La même année, elle décroche la médaille d'argent des Jeux méditerranéens, devancée par la Slovène Brigita Bukovec.
Elle remporte le titre de championne de France du 100 m haies en 1996.
Durant sa carrière sportive, elle suit des études de techniques de commercialisation et de marketing, puis rentre en Martinique, pour développer l'entreprise familiale à l'Anse Mitan, CARIB CURIOS.
Une rencontre avec un des leaders de l’industrie française du parapluie lui donne l'idée d'une reconversion originale.
En 2009, elle repart en formation chez un fabricant de parapluie, afin  de créer en Martinique, à Trois Ilets, sa propre marque de ligne de parapluies haut de gamme : TOURNICOTI Parapluie.

### Palmarès
- Championnats de France d'athlétisme :
  - vainqueur du 100 m haies en 1996

### Records
| Épreuve     | Performance | Lieu | Date |
| ----------- | ----------- | ---- | ---- |
| 100 m haies | 12 s 86     |      | 1992 |